# 芬奇的旅程
《芬奇的旅程》（英語：Finch）是一部2021年美國後末日生存電影，由明格爾·薩普什尼克執導，克雷格·路克（Craig Luck）和艾弗·鮑威爾（Ivor Powell）編劇，湯姆·漢克及卡賴伯·蘭里·瓊斯領銜主演。劇情講述在後末日的地球上，為保護創造者心愛的狗而打造的機器人漸漸了解生命、友誼以及人類的意義。
本片在開發階段起初名為《生化》（Bios），2019年2月至5月在新墨西哥州完成拍攝。電影原定由環球影業安排2020年10月2日在美國院線上映，但受COVID-19疫情影響而多次延期；最後更改片名並出售給串流媒體平台Apple TV+，2021年11月5日全球上線。《芬奇的旅程》在業界口碑褒貶不一，漢克的演技、視覺效果和整體氛圍的營造贏得讚賞，但缺乏對後末日題材的創新則受到批評。

## 劇情
地球因一場大規模的太陽耀斑摧毀了臭氧層，四處引發極端天氣，同時白天溫度上升到平均華氏150度（攝氏66度），令太陽的紫外線足以灼傷人體，導致地球成為了不適合生物居住的荒涼世界。機器人工程師芬·溫伯格是為數不多的倖存者之一，獨自一人與愛犬固特異、助手機器人杜伊住在密蘇里州聖路易斯地下實驗室，此處也是芬奇在災難發生前工作的公司。平時，芬奇穿著防護服在外頭冒險，四處尋找補給品。
芬奇身體每況愈下，為了在自己離世後能有人照顧固特異而努力打造一個先進的人型機器人傑夫；他還為機器人內建了大量的百科知識，包括培訓和照顧狗的手冊，但固特異最初並不信任傑夫。芬奇發現一場大風暴正在接近聖路易斯，足以摧毀整座地區，而帶著固特異、傑夫和杜伊開著一輛經過改裝的房車前往加利福尼亞州舊金山。傑夫因匆忙離開而只下載了七成二的百科全書數據，且心智需要訓練。儘管病情惡化，芬奇仍試圖教傑夫一些寶貴的生活經驗以及如何保護固特異。傑夫的好奇與自作聰明讓芬奇時而開心時而頭痛，但機器人漸漸變得越來越機靈。
當一行人到達科羅拉多州丹佛時，芬奇臥床不起，傑夫決定和杜伊洗劫一家廢棄的醫院。但杜伊被捕獸夾損壞，芬奇發覺該地區是其他人類設置的陷阱，被迫放棄杜伊並帶傑夫離開城市。晚間，芬奇發現從醫院開始就有一輛車子跟蹤他們，匆忙之中開進高度不足的地下通道而撞壞了車子，所幸力氣夠大的傑夫將車子推到跟蹤者看不見的地方。芬奇開始放棄能在旅途中倖存下來的希望，並向傑夫講述了過去如何救出固特異的故事。
接近舊金山的途中，一行人發現此地的紫外線輻射已下降到足以讓芬奇沐浴在陽光下，無需穿防護服。欣喜若狂的他們在外頭度過了下午，芬奇教傑夫與固特異玩接球，然後悄悄地在睡夢中死去。傑夫火化芬奇的遺體後，和固特異前往舊金山。雖然這座城市適合居住但荒無人煙，但他們在金門大橋找到了可能存在人類倖存的證據，打算進入城市一探究竟。

## 演員

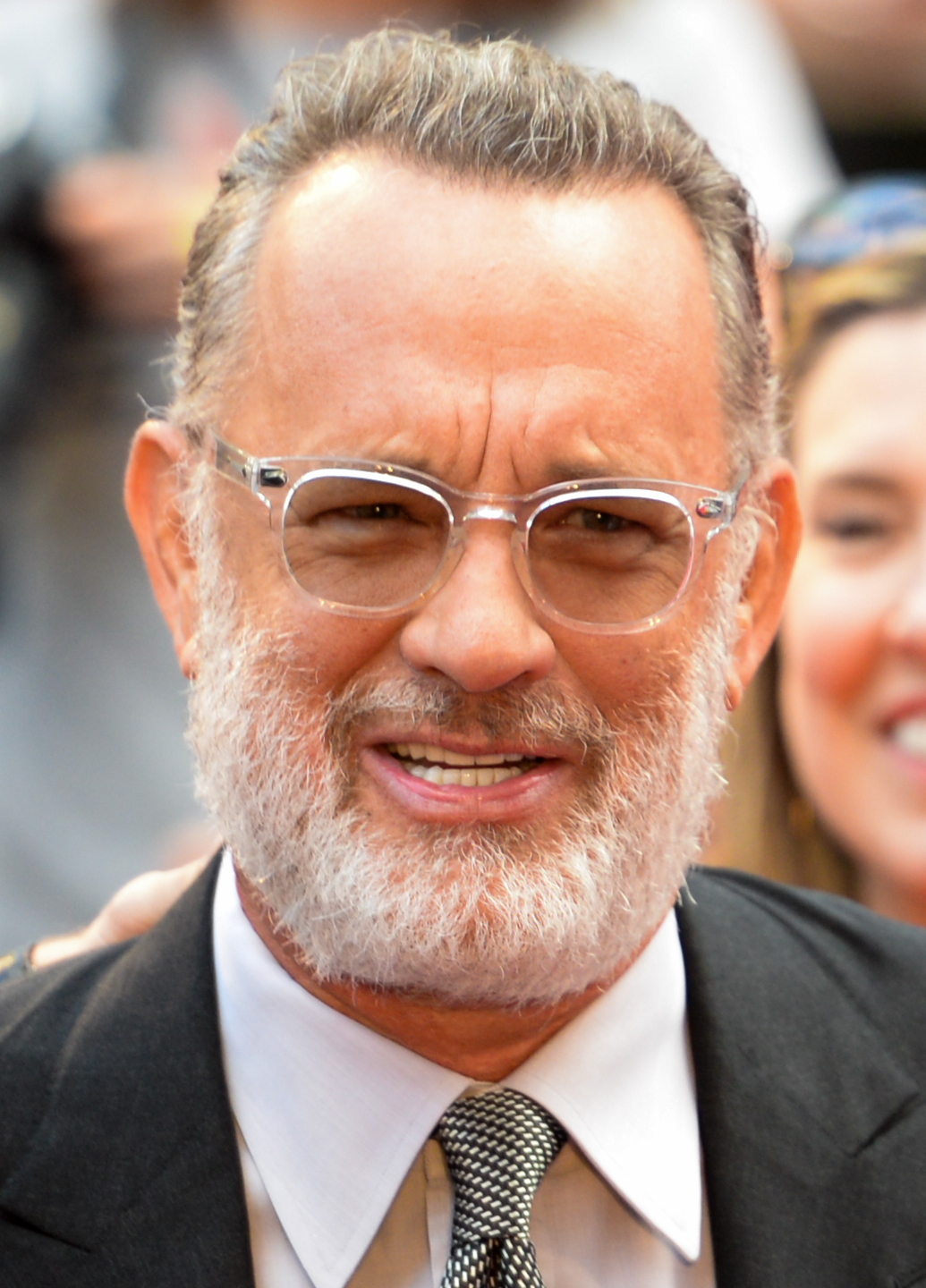
湯姆·漢克擔任本片主角

- 湯姆·漢克飾演芬奇·溫伯格（Finch Weinberg）[5]

漢克對本片劇本讚不絕口，初次與導演明格爾·薩普什尼克見面時就積極要求參與其中，就算薩普什尼克因拍攝《冰與火之歌：權力遊戲》而延遲製作電影一年，漢克仍願意等待。正式開拍期間，漢克從未離開過片場；事後，漢克對與薩普什尼克的合作表示肯定。為了讓演員不想常常脫去防曬服，劇組將該服裝設計得非常舒適，內部設有空調系統和一片單向遮陽鏡，漢克就連休息時也會穿著。
- 卡賴伯·蘭里·瓊斯飾演傑夫（Jeff）[7]

瓊斯透過配音與動作捕捉來詮釋機器人傑夫。對於傑夫的呈現，劇組起初討論過使用機器木偶，但最後決定讓瓊斯穿上動作捕捉服、戴著面具並踩著高蹺。雖然劇組仍製作了機器木偶，但只在片中的一橋段使用，其餘的傑夫鏡頭皆由瓊斯配合CGI完成。瓊斯貢獻了角色從肢體到聲音演出的九成八；薩普什尼克認為雖然該角能利用電腦特效變得更逼真，但一切都得回歸表演。
- 希莫斯（Seamus）飾演固特異（Goodyear）

希莫斯現實是救援犬，在片中完全未依靠特效補助親自上陣表演。固特異一角需要與漢克關係良好，漢克親自「試鏡」，在一群狗中選上了希莫斯。據薩普什尼克所述，訓練師馬克·福布斯（Mark Forbes）很冷靜，從不生狗的氣，以防在拍片期間傷到牠。薩普什尼克不想讓希莫斯「擬人化」，而是保有狗該有的樣子，並利用剪輯來達到表演需求。

## 製作

### 發展
《芬奇的旅程》劇本由克雷格·路克（Craig Luck）和艾弗·鮑威爾（Ivor Powell）編寫，故事概念始於路克在大學時製作、已有十年歷史的短片；講述身體虛弱但足智多謀的技術奇才，很可能是地球上經歷太陽耀斑毀滅後生存的最後一人。短片之後演變成名為《生化》（Bios）的劇本，這引起鮑威爾的製片夥伴、因《冰與火之歌：權力遊戲》傑出劇集而聲名鵲起的明格爾·薩普什尼克關注。
2017年10月26日，薩普什尼克確認執導電影，湯姆·漢克簽約飾演主角芬奇（Finch），勞勃·辛密克斯和凱文·米舍監製並透過ImageMovers參與製作。業界幾家大片商正在競標本片的版權，預定2018年初開始投入製作。數天後，據報導，安培林娛樂買下版權，環球影業負責發行；路克、艾弗·鮑威爾（Ivor Powell）和傑克·雷克也擔任監製。該項目重聚了安培林創辦人史蒂芬·史匹柏與老友辛密克斯及漢克，史匹柏在《好萊塢報導》的聲明中表示：「《芬奇的旅程》內核是部安培林電影，故事原創且激勵人心，我想不出比湯姆·漢克更能完美體現這則關於人類意義故事的人選了。」2017年12月，《芬奇的旅程》被曝登上當年最受歡迎未製作劇本「黑名單」。
卡賴伯·蘭里·瓊斯2019年1月簽約擔任機器人的配音與動作捕捉。2019年3月至5月，萨米拉·威利、斯基特·烏爾里奇、蘿拉·哈里爾和薩普什尼克之妻亞莉克西絲·拉本（Alexis Raben）陸續加入演出陣容；但四人的戲份皆在電影的最終剪輯中被刪去。

### 拍攝及後期製作

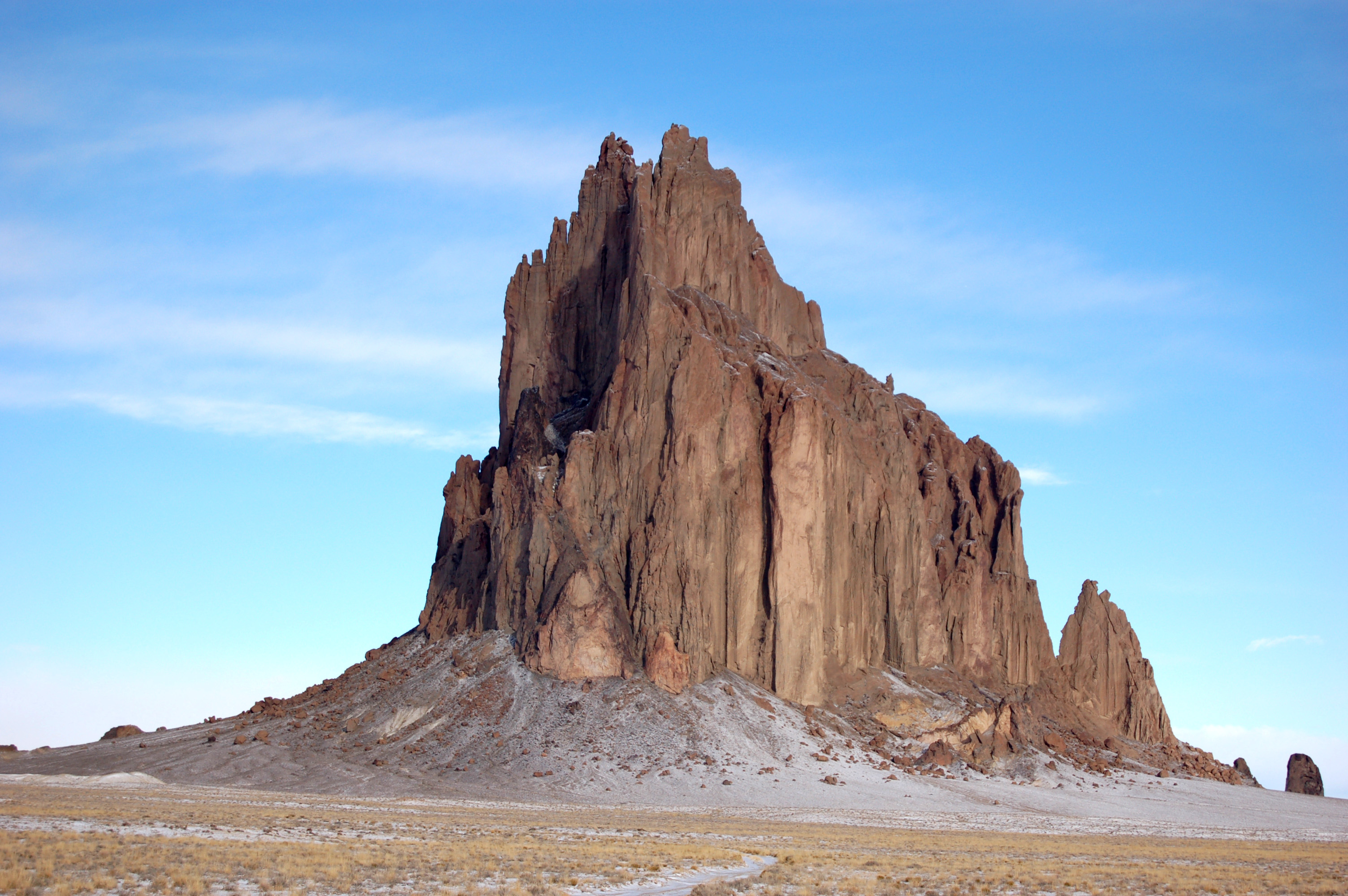
新墨西哥州希普洛克 (新墨西哥州)為取景地之一

電影在整個新墨西哥州進行主要拍攝，2019年2月始於阿布奎基，工作標題為《固特異》（Goodyear）。其他取景地包括聖菲、希普洛克、洛斯盧納斯、索科羅和白沙國家保護區。拍攝工作在2019年5月宣告殺青。劇組為拍攝僱傭了多名新墨西哥員工，包括125名劇組成員、七名演員和四百多名佈景人才。在後期製作即將結束時，COVID-19疫情讓製作進度拖了三個月。
電影在最終剪輯階段中刪減了原版結局以及關於芬奇黑暗的一面，薩普什尼克與史匹柏、漢克等人對該選擇何種結局爭論不休。在原版結局中，機器人傑夫（Jeff）和狗固特異（Goodyear）進入舊金山並碰上了其他人類。據薩普什尼克所述：「這可能是電影的另外三分之一。」「我盡可能嘗試看看是否能將其容納，但這會讓電影故事格局變得更大，我們所剩時間不多而未能多加講述。」由於現實發生的COVID-19與片中情節相似（漢克成為首批感染COVID-19的知名影星一員），薩普什尼克補充：
我們開始意識到希望是非常重要的事情。在冒著流失觀眾的風險或與他們體驗產生共鳴之前，你只能在情感上與觀眾打成一片，那是我們放在電影中真實事件的一環。我們從未打算製作一部後末日電影，而是公路旅行家庭劇，科幻只是偶然。更察覺到您不需要將世界完全顛倒過來，就足以彷彿發生在身旁。
為了符合家庭劇的感覺，電影拍攝時盡可能少用綠幕。

## 發行
《芬奇的旅程》2021年11月5日在Apple TV+全球上線。電影此前經歷發行商變革及數次改檔：2018年5月最初由環球影業安排2020年10月2日美國院線上映，2020年6月因COVID-19疫情影響導致全球影院多數關閉，而讓上映日延期至2021年4月16日；2021年1月，日期移至2021年8月13日，但在3月又改成2021年8月20日。2021年5月，本片從《生化》被更名成《芬奇的旅程》，蘋果公司買下發行權，安排旗下串流媒體Apple TV+發行，環球旗下的環球影業家庭娛樂仍保有電影的家用媒體及有線電視版權。薩普什尼克感嘆本片因疫情而無緣大銀幕，但認為適應能力強的製片方找到方法，「感謝上帝的串流媒體，否則我們將無法向任何人放映電影。」2021年9月20日，官方釋出預告片。

## 反響
《芬奇的旅程》在觀眾及影評界評價褒貶不一。評論匯總網站爛番茄根據167條評論，本片獲得74%的新鮮度，均分6.50／10；共識評論：「《芬奇的旅程》也許並非最令人難忘的後末日故事，但即使在文明崩潰之後，湯姆·漢克仍足以證明自己是完美迷人的好夥伴。」在Metacritic網站上根據38條評論，本片獲得57分，屬「好壞兩極分化」。

## 外部連結
- 官方网站
- 互联网电影数据库（IMDb）上《芬奇的旅程》的资料（英文）
- AllMovie上《芬奇的旅程》的资料（英文）
- 爛番茄上《芬奇的旅程》的資料（英文）
- Metacritic上《芬奇的旅程》的資料（英文）
- 豆瓣电影上《芬奇的旅程》的資料 （简体中文）